# Wikispecies
Wikispecies (wym. /ˈwɪk.iˈspiː.ʃiːz/) – siostrzany projekt Wikipedii, będący wielojęzycznym katalogiem gatunków biologicznych.
Znajdują się tam dane o zwierzętach, roślinach, grzybach, bakteriach, archeonach, pierwotniakach i wszelkich innych formach życia. Roboczym językiem Wikispecies jest angielski, zaś nazwy biologiczne podawane są po łacinie.
We wrześniu 2009 roku w bazie Wikispecies znajdowało się ponad 195 000 stron, a w projekcie zarejestrowanych było ponad 129 000 użytkowników.
Od 2009 roku współpracuje z recenzowanym czasopismem naukowym ZooKeys.
23 października 2011 roku Wikispecies dołączył do grona tych projektów Wikimedia Foundation, w których liczba stron w bazie przekroczyła 300 tys., 16 czerwca 2014 przekroczono liczbę 400 tys., 7 stycznia 2017 roku – pół miliona, a 16 kwietnia 2022 – 800 tys.